# Adrien Langlois
Pour les articles homonymes, voir Langlois.
Adrien Langlois, né vers 1554 et mort en 1627, est un religieux bénédictin. Il fut un des premiers réformateurs de la Congrégation de Saint-Maur qu'il implanta dans son abbaye de Jumièges, en Normandie.      

## Biographie
Il nait à Beauvais à une date qui est inconnue. Il entre dans la vie religieuse au monastère de Jumièges, en Normandie. Sa conduite exemplaire amène à son élection en tant que prieur. 
Lors d'un voyage à Paris il fait la connaissance dans la chapelle du collège de Cluny d'un religieux qui lui fit part des éléments de la nouvelle réforme de l'ordre de Saint-Benoit qui était sur le point de voir le jour. Conquis par les idées cette nouvelle réforme il tente lors de sa seconde élection en tant que prieur de l'introduire à Jumièges. Il fait appel à l'archevêque de Rouen François de Harlay afin de l'aider à mener à bien son entreprise. Lors d'une visite, le prélat confirme la venue au monastère de deux religieux de la nouvelle congrégation de Saint-Vanne. Ce sont dom Anselme Rolle et dom Maur Tassin, deux grands noms de la réforme bénédictine, qui se présentent à Jumièges et qui dispensent des instructions aux frères pendant six semaines. Leur passage met dans de bonnes dispositions les religieux et dom Langlois en profite pour leur faire signer un acte public, le 4 juin 1617, qui engage le monastère dans la voie de la réforme en s'associant aux statuts des monastères réformés Saint-Augustin de Limoges, Saint-Junien de Nouaille et Saint-Faron de Meaux.     
En novembre 1618 il se rend au premier chapitre général de la Congrégation de Saint-Maur qui se tient à Paris dans le monastère des Blancs-Manteaux. Il y est élu "définiteur", charge qu'il gardera jusqu'à sa mort. En 1619, en signe de complète adhésion à la réformation personnelle il se soumet aux exercices du noviciat alors qu'il a soixante-cinq ans. Le 12 juillet 1620 il fait sa profession solennelle. Il est confirmé dans sa charge de prieur de l'abbaye de Jumièges et de "définiteur" de la congrégation.     
En 1627, il ne peut se rendre, du fait de ses infirmités, au chapitre général de la congrégation qui se tenait à l'abbaye de Saint-Faron de Meaux. Il écrit alors à ses supérieurs de bien vouloir le remplacer dans ses charges de prieur et de "définiteur". Dom Adrien Langlois s'éteint dans sa retraité monastique le 28 novembre 1627.     

## Œuvre
Dom Martène dans son Histoire de la Congrégation de Saint-Maur le présente comme un homme savant et mentionne la seule oeuvre qu'il composa. Il s'agit d'une Apologie pour l'histoire des deux fils ainés de Clovis II, énervés et moines de Jumièges. Elle apparait sans nom d'auteur dans le deuxième tome des Chroniques de l'Ordre de S. Benoit. 
L'oeuvre relate l'histoire des deux fils de Clovis II qui se seraient révoltés contre leur père et qui furent, en guise de punition, énervés puis mis sur un bateau sur la Seine sans voile, rames et gouvernail.Ils auraient abordés à Jumièges où ils reçurent l'habit monastique des mains de saint Philibert. Cette légende était bien connue dans le monastère de Jumièges et dom Langlois n'a fait que la relater de manière précise. 
Dom Mabillon, autre célèbre bénédictin de la Congrégation de Saint-Maur, qualifie cette histoire de fable. Il la rapproche de la disgrâce de duc de Bavière Tassillon et de son fils Théodon qui durent se retirer au monastère de Jumièges sur ordre de Charlemagne, et où ils furent très probablement inhumés.